# Шазам (чарівник)
Шазам (англ. Shazam, [ʃəˈzæm]), справжнє ім'я Мамараґан (англ. Mamaragan), також відомий як Чарівник (англ. The Wizard) або Чарівник Шазам (англ. Wizard Shazam) — вигаданий персонаж, що з'являється в американських коміксах, спочатку виданих Fawcett Comics, а згодом — DC Comics. Вперше з’явився у Whiz Comics #2 у лютому 1940 року. Створений художником Ч. К. Беком та сценаристом Біллом Паркером. Персонаж зазвичай виконує роль мудрого старця-наставника у серіях коміксів про Шазама.

## Історія публікації
Чарівник Шазам був створений у 1940-х роках сценаристом Біллом Паркером і художником С. С. Беком для Fawcett Comics. У випуску Whiz Comics #2 зазначено, що його вік становить близько 3 000 років. Саме він дарує молодому Біллі Бетсону силу перетворюватися на супергероя Капітана Марвела. Нові комікси про Капітана Марвела мали величезний успіх, зокрема й у кіно, однак персонаж виявився надто схожим на Супермена, і в 1952 році суд виніс рішення не на користь Fawcett Comics. У результаті видавництво припинило публікацію коміксів із цим персонажем. Через два десятиліття після отримання прав на Капітана Марвела, компанія DC Comics почала випускати нові історії, вже під назвою Shazam!, оскільки права на ім’я «Капітан Марвел» на той час перейшли до конкурента — Marvel Comics. Через це DC не могла юридично використовувати оригінальне ім’я персонажа як заголовок серії.
Хоч Чарівник Шазам не входив до першої хвилі перезапуску всесвіту The New 52 (2011), 15 жовтня 2011 року на New York Comic Con було оголошено, що Біллі Бетсон з’явиться у додатковій історії під назвою The Curse of Shazam! в серії Justice League (Том 2) #7 (березень 2012). Джефф Джонс, головний креативний директор DC Comics і автор серії, підтвердив, що альтер его Біллі Бетсона тепер називатиметься Shazam замість Captain Marvel. У спеціальному випуску The New 52 FCBD Special #1 (виданому на Free Comic Book Day 2012 року) було представлено нову концепцію: Скеля Вічності на зорі часів була домівкою для семи чарівників, кожен із яких представляв окрему міфологічну традицію. Вони використали магічну силу, щоб вигнати так звану Трійцю гріхів, що стала передвісником кросовера Trinity War (2013). У цій версії Чарівник Шазам є молодшим членом цієї ради магів.
У період з 2012 до червня 2013 року як сам Чарівник, так і його чемпіон використовували ім’я Шазам. Однак згодом було з’ясовано, що це лише прийняте ім’я, а справжнє — Мамараґан.

## Вигадана біографія
У первісній версії Чарівник Шазам був відомий як Джебедія — хлопчик єгипетсько-ханаанського походження, який став Чемпіоном, отримавши силу від хананських богів. У зрілому віці він відмовився від божественної сили, вивчив магію й почав шукати наступника, якому міг би передати свою силу. У перезапуску New 52 була представлена інша версія персонажа. Спочатку він постає як уродженець Кандаку, який досяг божественності, однак пізніше це походження було переглянуто: справжнє ім’я Чарівника — Мамараґан, істота, натхненна однойменним божеством з культури Кунвінджку (Австралія). У цій версії він виступає як арбітр у магічних справах Землі та очолює Раду Вічності — колегію з семи магів. Після зради одного з її членів він шукає нового носія сили й спадкоємця Ради. Попри відмінності у мотиваціях та біографії, всі версії є втіленнями одного й того ж персонажа.
Основна суть персонажа полягає в тому, що він — древній чаклун, який протягом століть боровся зі злом. Однак зрада Чорного Адама — одного з перших чемпіонів і потенційного наступника — змусила Чарівника ув’язнити його та розпочати пошуки нового героя. Цим обраним стає Біллі Бетсон, який, вигукуючи ім’я «Шазам», перетворюється на супергероя Капітана Марвела (нині — просто Шазам). Згодом до нього приєднується так звана Сім’я Шазама. Сам Чарівник часто виступає наставником та духовним провідником для цієї команди. Також персонаж є учасником Квінтесенції — групи потужних космічних істот, що стежать за подіями у всесвіті.

## Поза коміксами
Шазам неодноразово з'являвся в екранізаціях, пов’язаних із DC Comics. Версія Шазама Золотої доби коміксів з’являлась у серіалах на телебаченні, зокрема в «Пригодах Капітана Марвела», де його зіграв Найджел де Брульє. В анімаційних проєктах він з’явився, зокрема в «Супермен/Шазам!: Повернення Чорного Адама», де його озвучив Джеймс Гарнер. У фільмах Розширеного всесвіту DC Чарівника Шазама зіграв Джимон Гонсу (Djimon Hounsou), зокрема у стрічках «Шазам!» (2019), «Чорний Адам» (2022) та «Шазам! Лють богів» (2023). Образ персонажа в цих фільмах натхненний ранньою версією з перезапуску New 52.